# Amico di Avellana
Amico di Avellana, znany tez jako Amico dell’Arbuzzo, (ur. 920 lub 930 w okolicach Camerino, zm. 1040 lub 1050 w San Pietro Avellana) – eremita, z czasem kapłan diecezjalny.
Urodził się w roku 920 lub 930 w okolicach Camerino. Wstąpił do klasztoru benedyktynów i tam otrzymał wykształcenie. Przez kilka lat był eremitą w Torano dell’Aquila i innych miejscach, aby później zostać  kapłanem diecezjalnym. Prowadził życie pełne umartwień i podejmował dzieła miłosierdzia. Ostatecznie postanowił osiąść w klasztorze w San Pietro Avellana gdzie zmarł w około roku 1040 lub 1050, w wieku 120 lat.
W ikonografii przedstawiany jest w szatach pustelnika. Jego atrybuty to osioł, pies, rzeka i pustelnia, która nawiązuje do tego, że wiódł życie eremity.